# Google Drawings
Google Drawings est un logiciel gratuit développé par Google, en accès web, de création de schémas vectoriels. Il permet aux utilisateurs de collaborer et de travailler ensemble en temps réel pour créer des diagrammes, des organigrammes, des maquettes, des cartes heuristiques, des cartes conceptuelles, et d'autres types de diagrammes. Google Drawings est également disponible en extension de Google Chrome. Google Drawings est hébergé au sein de Google Drive et tous les fichiers créés avec l'application sont sauvegardés par défaut dans celui-ci. 

## Historique
Cette extension a été initialement présentée, le 12 avril 2010 comme un outil pour faire des dessins dans Google Docs, alors sous le nom Google Docs Drawings.

## Fonctionnalités
Google Drawings permet à plusieurs utilisateurs d'ouvrir et d'éditer les dessins simultanément en temps réel.
Il contient un sous-ensemble des fonctionnalités de Google Slides, mais avec différents modèles.[pas clair].
Les utilisateurs peuvent insérer des images à partir du disque dur local ou sur le Web, ainsi que des formes, des flèches, des dessins à main levée et le texte. Les utilisateurs peuvent déplacer, redimensionner et faire pivoter des objets, et l'utilisation des polylignes et des connecteurs de ligne.
l permet également l'édition d'images. Les autres caractéristiques comprennent la pose de dessins, précisément avec les guides d'alignement, de l'accrochage à la grille, et l'auto-distribution.
Les dessins peuvent être insérés dans d'autres de documents Google, feuilles de calcul ou des présentations. Ils peuvent également être publiés en ligne, comme des images ou téléchargé dans des formats courants tels que JPEG, SVG, PNG ou PDF,,.